# Puchar Kontynentalny kobiet w skokach narciarskich 2021/2022
Puchar Kontynentalny kobiet w skokach narciarskich 2021/2022 – 18. edycja Pucharu Kontynentalnego kobiet. Sezon rozpoczął się 4 grudnia 2021 roku w Zhangjiakou, a zakończył 26 marca 2022 roku w Lake Placid. Rozegranych zostało 16 konkursów.
Kalendarz cyklu został zatwierdzony we wrześniu 2021.

## Kalendarz zawodów
| Lp                                                                                  | Data                                                                                | Miejscowość                                                                         | Skocznia                                                                            | HS                                                                                  | Uwagi                                                                               | 1. miejsce                        | 2. miejsce              | 3. miejsce                        |
| ----------------------------------------------------------------------------------- | ----------------------------------------------------------------------------------- | ----------------------------------------------------------------------------------- | ----------------------------------------------------------------------------------- | ----------------------------------------------------------------------------------- | ----------------------------------------------------------------------------------- | --------------------------------- | ----------------------- | --------------------------------- |
| 1.                                                                                  | 4 grudnia 2021                                                                      | Zhangjiakou                                                                         | Snow Ruyi                                                                           | HS-106                                                                              | –                                                                                   | Marija Jakowlewa                  | Diana Toropczenowa      | Carina Vogt                       |
| 2.                                                                                  | 5 grudnia 2021                                                                      | Zhangjiakou                                                                         | Snow Ruyi                                                                           | HS-106                                                                              | –                                                                                   | Diana Toropczenowa                | Dong Bing               | Carina Vogt                       |
| 3.                                                                                  | 11 grudnia 2021                                                                     | Vikersund                                                                           | Vikersundbakken                                                                     | HS-117                                                                              | –                                                                                   | Jerneja Repinc Zupančič           | Ksienija Kabłukowa      | Julia Mühlbacher                  |
| 4.                                                                                  | 12 grudnia 2021                                                                     | Vikersund                                                                           | Vikersundbakken                                                                     | HS-117                                                                              | –                                                                                   | Sophie Sorschag                   | Jerneja Repinc Zupančič | Nika Vetrih                       |
| 5.                                                                                  | 17 grudnia 2021                                                                     | Notodden                                                                            | Tveitanbakken                                                                       | HS-98                                                                               | –                                                                                   | Sophie Sorschag                   | Luisa Görlich           | Julia Mühlbacher                  |
| 6.                                                                                  | 18 grudnia 2021                                                                     | Notodden                                                                            | Tveitanbakken                                                                       | HS-98                                                                               | –                                                                                   | Sophie Sorschag                   | Luisa Görlich           | Julia Mühlbacher                  |
| 7.                                                                                  | 21 stycznia 2022                                                                    | Innsbruck                                                                           | Bergisel                                                                            | HS-128                                                                              | –                                                                                   | Sara Takanashi                    | Aleksandra Kustowa      | Yūki Itō                          |
| 8.                                                                                  | 22 stycznia 2022                                                                    | Innsbruck                                                                           | Bergisel                                                                            | HS-128                                                                              | –                                                                                   | Sara Takanashi                    | Aleksandra Kustowa      | Sophie Sorschag                   |
| 9.                                                                                  | 12 lutego 2022                                                                      | Brotterode                                                                          | Inselbergschanze                                                                    | HS-117                                                                              | –                                                                                   | Chiara Kreuzer                    | Nika Prevc              | Karolína Indráčková Josephin Laue |
| 10.                                                                                 | 13 lutego 2022                                                                      | Brotterode                                                                          | Inselbergschanze                                                                    | HS-117                                                                              | –                                                                                   | Nika Prevc                        | Jerneja Brecl           | Taja Bodlaj                       |
| 11.                                                                                 | 12 marca 2022                                                                       | Park City                                                                           | Utah Olympic Park                                                                   | HS-100                                                                              | –                                                                                   | Logan Sankey                      | Nina Lussi              | Paige Jones                       |
| 12.                                                                                 | 13 marca 2022                                                                       | Park City                                                                           | Utah Olympic Park                                                                   | HS-100                                                                              | –                                                                                   | Carina Vogt                       | Natalie Eilers          | Josephin Laue                     |
| 13.                                                                                 | 18 marca 2022                                                                       | Whistler                                                                            | Whistler Olympic Park                                                               | HS-104                                                                              | –                                                                                   | Katharina Althaus                 | Luisa Görlich           | Alexandria Loutitt                |
| 14.                                                                                 | 19 marca 2022                                                                       | Whistler                                                                            | Whistler Olympic Park                                                               | HS-104                                                                              | –                                                                                   | Katharina Althaus                 | Luisa Görlich           | Juliane Seyfarth                  |
| 15.                                                                                 | 25 marca 2022                                                                       | Lake Placid                                                                         | MacKenzie Intervale                                                                 | HS-100                                                                              | –                                                                                   | Annika Belshaw Katharina Ellmauer | —                       | Hannah Wiegele                    |
| 16.                                                                                 | 26 marca 2022                                                                       | Lake Placid                                                                         | MacKenzie Intervale                                                                 | HS-100                                                                              | –                                                                                   | Hannah Wiegele                    | Annika Belshaw          | Katharina Ellmauer                |
| Puchar Kontynentalny kobiet w skokach narciarskich 2021/2022 – klasyfikacja końcowa | Puchar Kontynentalny kobiet w skokach narciarskich 2021/2022 – klasyfikacja końcowa | Puchar Kontynentalny kobiet w skokach narciarskich 2021/2022 – klasyfikacja końcowa | Puchar Kontynentalny kobiet w skokach narciarskich 2021/2022 – klasyfikacja końcowa | Puchar Kontynentalny kobiet w skokach narciarskich 2021/2022 – klasyfikacja końcowa | Puchar Kontynentalny kobiet w skokach narciarskich 2021/2022 – klasyfikacja końcowa | Luisa Görlich                     | Hannah Wiegele          | Sophie Sorschag                   |

## Statystyki indywidualne
| Austria |    |    |     |     |     |    |     |    |     |     |    |    |     |     |    |    |
| Katharina Ellmauer | –  | –  | 12  | 15  | 14  | 8  | 32  | 33 | –   | –   | –  | –  | 6   | 8   | 1  | 3  |
| Sophie Kothbauer | –  | –  | 7   | 4   | 13  | 10 | 28  | 31 | 22  | 26  | –  | –  | –   | –   | –  | –  |
| Chiara Kreuzer | –  | –  | –   | –   | –   | –  | –   | –  | 1   | 4   | –  | –  | –   | –   | –  | –  |
| Vanessa Moharitsch | –  | –  | 11  | 11  | 19  | 14 | 31  | 30 | 17  | 16  | –  | –  | 5   | 6   | 5  | 4  |
| Julia Mühlbacher | –  | –  | 3   | 5   | 3   | 3  | 23  | 24 | 15  | 18  | –  | –  | –   | –   | –  | –  |
| Sophie Sorschag | –  | –  | 5   | 1   | 1   | 1  | 7   | 3  | dns | dns | –  | –  | –   | –   | –  | –  |
| Hannah Wiegele | –  | –  | 4   | 7   | 9   | 7  | 17  | 21 | 11  | 17  | –  | –  | 8   | 5   | 3  | 1  |
| Chiny |    |    |     |     |     |    |     |    |     |     |    |    |     |     |    |    |
| Dong Bing | 4  | 2  | –   | –   | –   | –  | –   | –  | –   | –   | –  | –  | –   | –   | –  | –  |
| Li Qiurong | 16 | 16 | –   | –   | –   | –  | –   | –  | –   | –   | –  | –  | –   | –   | –  | –  |
| Li Xueyao | 13 | 6  | –   | –   | –   | –  | –   | –  | –   | –   | –  | –  | –   | –   | –  | –  |
| Ni Xiaotong | 14 | 15 | –   | –   | –   | –  | –   | –  | –   | –   | –  | –  | –   | –   | –  | –  |
| Peng Qingyue | 5  | 5  | –   | –   | –   | –  | –   | –  | –   | –   | –  | –  | –   | –   | –  | –  |
| Shao Birun | 15 | 14 | –   | –   | –   | –  | –   | –  | –   | –   | –  | –  | –   | –   | –  | –  |
| Wang Liangyao | 9  | 7  | –   | –   | –   | –  | –   | –  | –   | –   | –  | –  | –   | –   | –  | –  |
| Zeng Ping | 12 | 9  | –   | –   | –   | –  | –   | –  | –   | –   | –  | –  | –   | –   | –  | –  |
| Czechy |    |    |     |     |     |    |     |    |     |     |    |    |     |     |    |    |
| Anežka Indráčková | 7  | 10 | 6   | 14  | –   | –  | –   | –  | 10  | 13  | –  | –  | –   | –   | –  | –  |
| Karolína Indráčková | –  | –  | –   | –   | –   | –  | –   | –  | 3   | 8   | –  | –  | –   | –   | –  | –  |
| Veronika Jenčová | 10 | 11 | 28  | dns | –   | –  | –   | –  | –   | –   | –  | –  | –   | –   | –  | –  |
| Štěpánka Ptáčková | –  | –  | 19  | 18  | –   | –  | –   | –  | –   | –   | –  | –  | –   | –   | –  | –  |
| Klára Ulrichová | –  | –  | –   | –   | –   | –  | –   | –  | 12  | 22  | –  | –  | –   | –   | –  | –  |
| Finlandia |    |    |     |     |     |    |     |    |     |     |    |    |     |     |    |    |
| Sofia Mattila | –  | –  | 14  | 16  | 11  | 13 | –   | –  | 35  | 30  | –  | –  | –   | –   | –  | –  |
| Julia Tervahartiala | –  | –  | 25  | 13  | 29  | 26 | –   | –  | –   | –   | –  | –  | –   | –   | –  | –  |
| Francja |    |    |     |     |     |    |     |    |     |     |    |    |     |     |    |    |
| Océane Avocat Gros | –  | –  | –   | –   | –   | –  | 25  | 25 | –   | –   | –  | –  | –   | –   | –  | –  |
| Julia Clair | –  | –  | –   | –   | –   | –  | 18  | 15 | –   | –   | –  | –  | –   | –   | –  | –  |
| Joséphine Pagnier | –  | –  | –   | –   | –   | –  | 8   | 4  | –   | –   | –  | –  | –   | –   | –  | –  |
| Japonia |    |    |     |     |     |    |     |    |     |     |    |    |     |     |    |    |
| Yūki Itō | –  | –  | –   | –   | –   | –  | 3   | 12 | –   | –   | –  | –  | –   | –   | –  | –  |
| Yūka Setō | –  | –  | –   | –   | –   | –  | 10  | 11 | –   | –   | –  | –  | –   | –   | –  | –  |
| Sara Takanashi | –  | –  | –   | –   | –   | –  | 1   | 1  | –   | –   | –  | –  | –   | –   | –  | –  |
| Kanada |    |    |     |     |     |    |     |    |     |     |    |    |     |     |    |    |
| Natalie Eilers | –  | –  | –   | –   | –   | –  | –   | –  | –   | –   | 11 | 2  | 10  | 7   | 9  | 5  |
| Alexandria Loutitt | –  | –  | –   | –   | –   | –  | –   | –  | –   | –   | –  | –  | 3   | 4   | –  | –  |
| Nicole Maurer | –  | –  | –   | –   | –   | –  | –   | –  | –   | –   | –  | –  | dns | dns | –  | –  |
| Niemcy |    |    |     |     |     |    |     |    |     |     |    |    |     |     |    |    |
| Katharina Althaus | –  | –  | –   | –   | –   | –  | –   | –  | –   | –   | –  | –  | 1   | 1   | –  | –  |
| Lia Böhme | –  | –  | –   | –   | –   | –  | –   | –  | 23  | 24  | –  | –  | –   | –   | –  | –  |
| Christina Feicht | –  | –  | –   | –   | –   | –  | –   | –  | 34  | 31  | –  | –  | –   | –   | –  | –  |
| Michelle Göbel | –  | –  | –   | –   | 6   | 5  | 24  | 23 | 24  | 23  | –  | –  | –   | –   | –  | –  |
| Luisa Görlich | –  | –  | –   | –   | 2   | 2  | 6   | 8  | 13  | 5   | –  | –  | 2   | 2   | –  | –  |
| Pia Lilian Kübler | 6  | 8  | –   | –   | 22  | 15 | 27  | 26 | 28  | 33  | –  | –  | –   | –   | –  | –  |
| Josephin Laue | –  | –  | –   | –   | 4   | 4  | 22  | 18 | 3   | 6   | 5  | 3  | –   | –   | –  | –  |
| Anna Rupprecht | –  | –  | –   | –   | –   | –  | 21  | 14 | 16  | 15  | –  | –  | –   | –   | –  | –  |
| Anna-Fay Scharfenberg | –  | –  | –   | –   | –   | –  | –   | –  | 32  | 41  | –  | –  | –   | –   | –  | –  |
| Juliane Seyfarth | –  | –  | –   | –   | –   | –  | –   | –  | –   | –   | –  | –  | 4   | 3   | –  | –  |
| Maike Tyralla | –  | –  | –   | –   | –   | –  | –   | –  | 38  | 42  | –  | –  | –   | –   | –  | –  |
| Carina Vogt | 3  | 3  | –   | –   | –   | –  | 14  | 20 | –   | –   | 12 | 1  | –   | –   | –  | –  |
| Norwegia |    |    |     |     |     |    |     |    |     |     |    |    |     |     |    |    |
| Frida Berger | –  | –  | 9   | 8   | 20  | 22 | –   | –  | 19  | 10  | –  | –  | –   | –   | –  | –  |
| Ingrid Hordvik Kleven | –  | –  | 23  | 26  | dns | –  | –   | –  | –   | –   | –  | –  | –   | –   | –  | –  |
| Karoline Lauvsland | –  | –  | –   | –   | dns | –  | –   | –  | –   | –   | –  | –  | –   | –   | –  | –  |
| Marie Liane | –  | –  | 26  | 30  | 34  | 32 | –   | –  | 45  | 46  | –  | –  | –   | –   | –  | –  |
| Josefine Løken | –  | –  | –   | –   | dns | –  | –   | –  | –   | –   | –  | –  | –   | –   | –  | –  |
| Nora Midtsundstad | –  | –  | 20  | 23  | 27  | 30 | –   | –  | 27  | 25  | –  | –  | –   | –   | –  | –  |
| Karoline Røstad | –  | –  | –   | –   | –   | –  | 36  | 36 | –   | –   | –  | –  | –   | –   | –  | –  |
| Karoline Skatvedt | –  | –  | 10  | 10  | 17  | 24 | –   | –  | 21  | 29  | –  | –  | –   | –   | –  | –  |
| Heidi Dyhre Traaserud | –  | –  | 13  | 20  | 18  | 20 | –   | –  | 31  | 32  | –  | –  | –   | –   | –  | –  |
| Polska |    |    |     |     |     |    |     |    |     |     |    |    |     |     |    |    |
| Pola Bełtowska | –  | –  | 15  | 22  | 26  | 27 | 35  | 42 | 44  | 36  | –  | –  | –   | –   | –  | –  |
| Kamila Karpiel | –  | –  | –   | –   | –   | –  | 34  | 29 | 41  | 34  | –  | –  | –   | –   | –  | –  |
| Natalia Słowik | –  | –  | –   | –   | –   | –  | –   | –  | dsq | 39  | –  | –  | –   | –   | –  | –  |
| Joanna Szwab | –  | –  | 16  | 21  | 21  | 18 | 39  | 41 | 33  | 38  | –  | –  | –   | –   | –  | –  |
| Sara Tajner | –  | –  | 22  | 25  | 28  | 28 | –   | –  | 40  | 45  | –  | –  | –   | –   | –  | –  |
| Anna Twardosz | –  | –  | –   | –   | –   | –  | 30  | 37 | 30  | 40  | –  | –  | –   | –   | –  | –  |
| Rosja |    |    |     |     |     |    |     |    |     |     |    |    |     |     |    |    |
| Irina Awwakumowa | –  | –  | –   | –   | –   | –  | 4   | 7  | –   | –   | –  | –  | –   | –   | –  | –  |
| Aleksandra Barancewa | 8  | 12 | 18  | 19  | 24  | 21 | –   | –  | –   | –   | –  | –  | –   | –   | –  | –  |
| Alina Borodina | –  | –  | 21  | 24  | 25  | 25 | –   | –  | –   | –   | –  | –  | –   | –   | –  | –  |
| Marija Jakowlewa | 1  | 4  | dns | 12  | 15  | 11 | –   | –  | –   | –   | –  | –  | –   | –   | –  | –  |
| Ksienija Kabłukowa | –  | –  | 2   | 6   | 7   | 16 | –   | –  | –   | –   | –  | –  | –   | –   | –  | –  |
| Aleksandra Kustowa | –  | –  | –   | –   | –   | –  | 2   | 2  | –   | –   | –  | –  | –   | –   | –  | –  |
| Irma Machinia | –  | –  | –   | –   | –   | –  | 12  | 10 | –   | –   | –  | –  | –   | –   | –  | –  |
| Jelizawieta Mochowa | –  | –  | dns | dsq | 30  | 23 | –   | –  | –   | –   | –  | –  | –   | –   | –  | –  |
| Ksienija Piskunowa | –  | –  | –   | –   | –   | –  | –   | –  | 42  | 35  | –  | –  | –   | –   | –  | –  |
| Kristina Prokopjewa | –  | –  | –   | –   | –   | –  | 15  | 38 | 7   | 10  | –  | –  | –   | –   | –  | –  |
| Anastasija Subbotina | –  | –  | dns | 9   | 8   | 9  | –   | –  | 26  | 19  | –  | –  | –   | –   | –  | –  |
| Anna Szpyniowa | –  | –  | –   | –   | –   | –  | –   | –  | 14  | 12  | –  | –  | –   | –   | –  | –  |
| Sofja Tichonowa | –  | –  | –   | –   | –   | –  | 5   | 6  | –   | –   | –  | –  | –   | –   | –  | –  |
| Diana Toropczenowa | 2  | 1  | –   | –   | –   | –  | –   | –  | –   | –   | –  | –  | –   | –   | –  | –  |
| Rumunia |    |    |     |     |     |    |     |    |     |     |    |    |     |     |    |    |
| Diana Trâmbițaș | 11 | 13 | –   | –   | –   | –  | –   | –  | –   | –   | –  | –  | –   | –   | –  | –  |
| Słowenia |    |    |     |     |     |    |     |    |     |     |    |    |     |     |    |    |
| Taja Bodlaj | –  | –  | –   | –   | –   | –  | –   | –  | 8   | 3   | –  | –  | –   | –   | –  | –  |
| Jerneja Brecl | –  | –  | –   | –   | –   | –  | dsq | 5  | 5   | 2   | –  | –  | –   | –   | –  | –  |
| Katra Komar | –  | –  | –   | –   | –   | –  | 16  | 22 | 18  | 14  | –  | –  | –   | –   | –  | –  |
| Nika Prevc | –  | –  | –   | –   | –   | –  | 13  | 13 | 2   | 1   | –  | –  | –   | –   | –  | –  |
| Jerneja Repinc Zupančič | –  | –  | 1   | 2   | –   | –  | 9   | 9  | 9   | 9   | –  | –  | –   | –   | –  | –  |
| Nika Vetrih | –  | –  | 8   | 3   | –   | –  | 19  | 19 | –   | –   | –  | –  | –   | –   | –  | –  |
| Maja Vtič | –  | –  | –   | –   | –   | –  | 11  | 17 | 6   | 7   | –  | –  | –   | –   | –  | –  |
| Stany Zjednoczone |    |    |     |     |     |    |     |    |     |     |    |    |     |     |    |    |
| Annika Belshaw | –  | –  | –   | –   | 5   | 6  | –   | –  | 20  | 20  | 6  | 5  | 7   | 14  | 1  | 2  |
| Estella Hassrick | –  | –  | –   | –   | –   | –  | –   | –  | –   | –   | 13 | 13 | –   | –   | 13 | 13 |
| Rachael Haerter | –  | –  | 29  | 27  | 33  | 33 | –   | –  | –   | –   | –  | –  | –   | –   | –  | –  |
| Anna Hoffmann | –  | –  | –   | –   | –   | –  | –   | –  | –   | –   | 4  | 8  | 11  | 10  | 6  | 6  |
| Josie Johnson | –  | –  | dns | 29  | 31  | 31 | –   | –  | –   | –   | 7  | 9  | 14  | 12  | 11 | 12 |
| Paige Jones | –  | –  | dns | dns | 10  | 12 | –   | –  | 25  | 21  | 3  | 6  | 9   | 11  | 7  | 8  |
| Cara Larson | –  | –  | 27  | 31  | 32  | 34 | –   | –  | 46  | 47  | 10 | 12 | –   | –   | –  | –  |
| Nina Lussi | –  | –  | 17  | 17  | –   | –  | 33  | 34 | 36  | 44  | 2  | 10 | 12  | 13  | 4  | 7  |
| Samantha Macuga | –  | –  | 24  | 28  | 29  | 29 | –   | –  | 43  | 37  | 9  | 11 | –   | –   | –  | –  |
| Macey Olden | –  | –  | –   | –   | –   | –  | –   | –  | –   | –   | 14 | 14 | –   | –   | –  | –  |
| Logan Sankey | –  | –  | –   | –   | –   | –  | –   | –  | 37  | 28  | 1  | 7  | –   | –   | –  | –  |
| Szwajcaria |    |    |     |     |     |    |     |    |     |     |    |    |     |     |    |    |
| Sina Arnet | –  | –  | –   | –   | –   | –  | 26  | 27 | –   | –   | –  | –  | –   | –   | –  | –  |
| Emely Torazza | –  | –  | –   | –   | –   | –  | 29  | 32 | –   | –   | –  | –  | –   | –   | –  | –  |
| Szwecja |    |    |     |     |     |    |     |    |     |     |    |    |     |     |    |    |
| Astrid Norstedt | –  | –  | –   | –   | –   | –  | 40  | 39 | 29  | 27  | 8  | 4  | 13  | 15  | 8  | 9  |
| Ukraina |    |    |     |     |     |    |     |    |     |     |    |    |     |     |    |    |
| Tetiana Pyłypczuk | –  | –  | –   | –   | –   | –  | 37  | 40 | 39  | 43  | –  | –  | –   | –   | –  | –  |
| Włochy |    |    |     |     |     |    |     |    |     |     |    |    |     |     |    |    |
| Martina Ambrosi | –  | –  | –   | –   | 16  | 19 | 41  | 35 | –   | –   | –  | –  | 15  | 9   | 10 | 10 |
| Jessica Malsiner | –  | –  | –   | –   | 12  | 16 | 20  | 16 | –   | –   | –  | –  | –   | –   | –  | –  |
| Noelia Vuerich | –  | –  | –   | –   | –   | –  | –   | –  | –   | –   | –  | –  | 16  | 16  | 12 | 11 |
| Martina Zanitzer | –  | –  | –   | –   | –   | –  | 38  | 28 | –   | –   | –  | –  | –   | –   | –  | –  |
| Legenda |    |    |     |     |     |    |     |    |     |     |    |    |     |     |    |    |
| 1-3 4-30 poniżej 30 dns – Zawodniczka zgłoszona do konkursu nie wystartowała dsq – Zawodniczka zdyskwalifikowana - – Zawodniczka nie zgłoszona do konkursu |    |    |     |     |     |    |     |    |     |     |    |    |     |     |    |    |

## Klasyfikacja generalna
Stan po zakończeniu sezonu 2021/2022
| Miejsce | Zawodnik                | Występy | Punkty |
| ------- | ----------------------- | ------- | ------ |
| 1.      | Luisa Görlich           | 8       | 457    |
| 2.      | Hannah Wiegele          | 12      | 450    |
| 3.      | Sophie Sorschag         | 6       | 441    |
| 4.      | Annika Belshaw          | 10      | 426    |
| 5.      | Josephin Laue           | 8       | 327    |
| 6.      | Katharina Ellmauer      | 10      | 320    |
| 7.      | Jerneja Repinc Zupančič | 6       | 296    |
| 8.      | Vanessa Moharitsch      | 12      | 288    |
| 9.      | Paige Jones             | 10      | 285    |
| 10.     | Carina Vogt             | 6       | 271    |
| 11.     | Julia Mühlbacher        | 8       | 269    |
| 12.     | Nina Lussi              | 12      | 262    |
| 13.     | Natalie Eilers          | 6       | 240    |
| 14.     | Nika Prevc              | 4       | 220    |
| 15.     | Anna Hoffmann           | 6       | 212    |
| 15.     | Marija Jakowlewa        | 5       | 212    |
| 17.     | Katharina Althaus       | 2       | 200    |
| 17.     | Sara Takanashi          | 2       | 200    |
| 19.     | Astrid Norstedt         | 10      | 185    |
| 20.     | Diana Toropczenowa      | 2       | 180    |
| ...     |                         |         |        |